# 博拉碧湖
博拉碧湖，或译作波拉碧湖:23，是泰国中部的一座湖泊，位于那空沙旺府。面积约212平方千米。该湖泊也是泰國中部地區面积最大的湖泊。